# ليتا فورد
ليتا روسانا فورد (بالإنجليزية: Lita Rossana Ford)‏ هي عازفة قيثارة ومغنية وكاتبة أغاني أمريكية. ولدت في 19 سبتمبر 1958 في لندن، المملكة المتحدة. كانت عازفة الجيتار الرئيسية في فرقة موسيقى الروك الخاصة بالإناث جميعًا الهاروين [الإنجليزية] في أواخر سبعينيات القرن الماضي قبل الشروع في مهنة فردية ناجحة لعازف موسيقى الروك بلغت ذروتها في أواخر الثمانينيات.

## حياة سابقة
ولدت فورد في لندن، إنجلترا. كان والدها بريطانيًا وأمها إيطالية. عندما كانت في الصف الثاني، انتقلت مع عائلتها إلى الولايات المتحدة، واستقرت في النهاية في لونج بيتش، كاليفورنيا.

## روابط خارجية
- ليتا فورد على موقع IMDb (الإنجليزية)
- ليتا فورد على موقع ميوزك برينز (الإنجليزية)
- ليتا فورد على موقع رولينغ ستون (الإنجليزية)
- ليتا فورد على موقع إن إن دي بي (الإنجليزية)
- ليتا فورد على موقع أول ميوزيك (الإنجليزية)
- ليتا فورد على موقع ديسكوغز (الإنجليزية)
- ليتا فورد على موقع قاعدة بيانات الفيلم (الإنجليزية)